# DVD Multi
DVD Multi это спецификация для оптических мультимедиа-приводов, утверждённая DVD Forum. DVD-приводы, соответствующие ей, предоставляют полную совместимость со всеми форматами дисков, официально созданными DVD Forum. DVD Multi не подразумевает в себе поддержку форматов DVD+R/RW, потому что эти форматы не были одобрены DVD Forum как официальные.
Устройства с логотипом DVD Multi могут проводить чтение и запись DVD-R/RW и DVD-RAM, а также чтение DVD-Video и DVD-ROM. Чтение и запись DVD-Audio и/или DVD+R/RW не обязательно, но также может быть представлено.
Текущая версия 1.1 датирована сентябрём 2009 года.
DVD-приводы с поддержкой неофициальных спецификаций Super Multi либо Super AllWrite относятся к приводам, позволяющим проводить чтение и запись CD-R/RW, DVD-R/RW, DVD+R/RW и DVD-RAM.